# レガイア伝説
『レガイア伝説』（レガイアでんせつ）は、1998年10月29日にソニー・コンピュータエンタテインメントより発売されたPlayStation用RPG。2001年には続編『レガイア デュエルサーガ』がPlayStation 2用ゲームソフトに発売されているが、ストーリーに直接的なつながりはない。

## ストーリー
天を生み、地を生み、海を生み……。
この世の全ての森羅万象を生み出した神は最後に人間と共に獣（セル）を創生した。セルは人間の繁栄のために武器や道具など、思い通りの物体に姿を変える事ができる。しかし、セルの起源や身体構造は一切解明されていない。古から人間と獣はお互い共存し合っていたが、やがて時代は変貌する。
今からおよそ10年前、レガイア大陸の北部、ソルとコンクラムという大国が戦争を始めた。戦争のさなか、コンクラムの皇族たちは獣を凶暴化させる霧を発生させ、戦争に終止符を打とうと画策していた。
しかし、霧は人間の手に負えるものではなく、人間たちは霧によって凶暴化した獣達に徐々に搾取されていき、やがて文明は崩壊した。霧はいくつもの街を飲み込み、そして、飲み込まれた街とは、二度と連絡を取る事はできなかった。
頼みのセルも霧の中では何の役にも立たず、逆に人間の意識を支配してしまうというありさまだった。
苦しい世界の中、霧から身を守ろうと大きな高い壁を建てたり、地底の奥深くに街を作ったりして、霧の進攻を食い止めていた。人々は心を支配する霧の影におびえながら暮らしていた。物語の舞台は身を潜めて生き延びていた辺境の村、リム・エルムから始まる。主人公のヴァンは聖獣（ラ・セル）との出会いにより、世界から霧を晴らすため冒険に出ることになる。

## ゲームシステム

### 戦闘システム

#### タクティカル・アーツ・システム（TAS）
プレイヤーが自由に攻撃方法を組み立てられる戦闘システムである。
右手（聖獣・武器）、左手（武器・聖獣）、上蹴り、下蹴りの4つのコマンドを組み合わせて行動することで、アクションゲームさながらのアクション、戦略性を得ている。また、特定の順番でコマンドを入力することでアーツ（必殺技）が発動することもある。アーツにはそれぞれ階級が定められており、上から順にミラクルアーツ、スーパーアーツ、ハイパーアーツ、通常アーツに分かれている。アーツの発動にはAP（アーツポイント）を必要とし、これが満たしていないと発動することができない。このシステムは、続編『デュエルサーガ』にも受け継がれている。
アーツの種類
アーツ
通常の必殺技。威力は低いが、APと行動力が許す限り発動する事ができる。
スーパーアーツ
特定通常アーツの組み合わせにより発動する複合技。覚えてもステータス画面に表示されない。また、スーパーアーツの後ろにコマンドを入力すると技が正常に発動しない。
ハイパーアーツ
発動者の属性に応じた属性攻撃を繰り出す超必殺技。各キャラごとに奥義書を使用することで習得するので、通常のコマンド入力では習得することができない。
ミラクルアーツ
最大限まで貯めたAPを全て使って多数のアーツを叩き込み、フィニッシュとしてハイパーアーツを発動する最終奥義。

ステータス異常
毒
ターンごとに最大HP1/32のダメージを受ける。ダメージは最大128ポイントで、毒の影響で気絶はしない。
猛毒
ターンごとに最大HP1/16のダメージを受けるが、ダメージは最大256ポイントで、猛毒の影響で気絶はしない。
マヒ
行動不能。敵から攻撃されると回復するほか、ターンごとに1/8の確率で回復する事がある。
カビ
右手、足といった各部位に起きる異常。カビにおかされた部位での攻撃が通常攻撃、アーツ含めて使用不可になる。
呪い
召喚ができなくなり、敵への攻撃が命中しにくい上に敵からの攻撃が当たりやすくなる。
石化
行動不能。気絶と同様の効果を持ち、全員が石化されるとゲームオーバーとなる。

#### 獣の召喚
獣は火獣、地獣、水獣、風獣、雷獣、光獣、闇獣、珍獣、凶獣、聖獣の10種類の属性に分けられる。モンスターとして現れるこれらの獣を倒すと、一定の確率で主人公達の持つ聖獣が力を吸収する。吸収した獣の技はMPを消費して召喚を行うことで使うことができる。獣の技は沢山使い込むことでレベルが上昇し、レベルが上がると「敵の攻撃力をダウンさせる」などの属性に応じた付加効果がつく。

### その他のシステム
釣り
竿とルアーを所持している状態でプレイできるポイント制の釣りゲーム。ウィドナやブブゴルドなどの特定の町の近辺にある釣堀でプレイでき、「クチビリアンの笛」などのレアなアイテムが景品として存在する。聖水獣ミュールを召喚する為に必要な「水の聖獣卵」もここで手に入る。
ワイルド宣言
ウィドナとソルにあるスロットマシーン。通常のスロットと同様で、コインにより景品がもらえる。ソルでは大量のコインと引き換えに聖地獣パルマの召喚に必要な「地の聖獣卵」が手に入る。
撮像石
ミニゲームとは異なるオマケ要素。手に入れるとウィドナの特定の住人と会話すると撮影ができるようになり、通常のカメラのように撮影した画像を見る事も可能。「温泉につかる老人」や「創生樹とメイ」「水着姿になって浜辺で遊ぶノア」などの一風変わったシーンの画像を見る事ができる。但し、観光客用の安物なのですぐに壊れる（再入手は可能）。
闘技場
ソルに存在する施設。何匹かのザコやボスとの戦闘が行われるミニゲームで、ビギナー・エキスパート・マスターの3つのランクがある。「ビギナーコース」はアイテム使用不可、「エキスパートコース」は武器防具アイテム使用不可、「マスターコース」は武器防具アイテム召喚使用不可となっている。ビギナーとエキスパートコースは相手が8体だが、マスターコースは13体。参加者の選択欄は表示されるがノアもガラも辞退する為、参加できるのはヴァンのみ。
単純格闘ボコスカン
テレビゲーム風のミニゲーム。画面の中の格闘ゲームをプレイする事ができ、コントローラーのキーごとに繰り出せる攻撃方法が異なる。相手の攻撃を避けてこちらから攻撃を何度か当てれば撃破できる。全14体。
ダンス
ソルのディスコでプレイ可能なリズムゲーム。ディスコに入るにはゴールドカードが必要。タイミングよくボタンを押して華麗に踊る。ノアのみが参加可能。コンテストで優勝すると「クイーンの水着」が貰え、ディスコのディスプレイにはノアの姿ばかりが映るようになる。

## 登場キャラクター

### メインキャラクター
ヴァン (Vann)
声 - 高木渉
身長 - 152センチメートル / 体重 - 48キログラム / 誕生日 - みのり月7日 / 年齢 - 14歳 / 好きなこと - 村の創世樹のそばにいること / 嫌いなこと - 困っている人を見捨てること / 尊敬する人 - 父親、トッド / 好きな食べ物 - よく焼いた肉
本作の主人公。辺境の村、リム・エルムに住む少年。本編ではまったくしゃべらず、選択肢のみで会話することになる。序盤の選択肢では一人称は「僕」だが、すぐに「おれ」に変わってしまい、以後はそのままの一人称となる。村にいるバイロン僧兵から習った体術と、父親譲りの才能を駆使して戦う。いわゆるプレイヤーの性格を反映した主人公だが、戦闘中では熱血漢ぶりを発揮した台詞や攻撃が展開される。火の属性を持つ聖獣「メータ」を装備し、小剣、ナイフを得意武器として扱う。アーツはいずれもカタカナ表記。
村の狩人の一員として初仕事を控えた矢先にリム・エルムがゼトーらの襲撃を受け、その際に創世樹から目覚めたメータと出会ったことで霧を晴らす旅に出る。幼い頃に母親を亡くしている。自分が原因で父親の足の自由を奪ってしまった自責の念からか、正義感が強い。
戦いの後は再び旅に出るが、その理由はプレイヤーが選択することができ、それに応じてエンディングが変化する。
聖火獣メータ
リム・エルムの創世樹で眠りに就いていた火の聖獣。リム・エルムがゼトーに襲撃された際にヴァンに力を与え、彼を霧を晴らす為の旅へと導く。喋らないヴァンに代わってストーリーを牽引する。常に敬語で穏やかな口調で話すが、戦闘で召喚すると鎧を纏った騎士の姿で現れ、大剣を振るう。必殺技は「エッジオブインフェルノ」。
最後はテルマ、オズマと共に残された全ての力でジャガーノートを消滅させ、リム・エルムの人々を救い、更にコートを赤子として蘇らせて消えていった。

ノア (Noah)
声 - 菅原祥子
身長 - 143センチメートル / 体重 - 34キログラム / 誕生日 - こはく月11日 / 年齢 - 12歳 / 好きなこと - 悪いやつをぎゃふんすること / 嫌いなこと - さびしいこと、ひとりぼっちになること / 尊敬する人 - テルマ / 好きな食べ物 - 回復キノコ
狼の「テルマ」に育てられた少女。リクロア山の「吹き溜まりの洞窟」で稽古に明け暮れながら暮らしていたが、霧の襲来によって危機に陥り、聖獣としての正体を現したテルマを装備。リクロア山を訪れたヴァンと出会ったことで、霧を晴らす為と自身の出自を知る為に彼の旅に同行する。テルマのことは聖獣として装備した後も本当の親のように慕っている。年齢の割に幼さ、あどけなさが残っており、「悪いやつをぎゃふんする」（「やっつける」という意味）など言動の不自由さも目立つ。しかし屈託がなく純粋で明るい性格のため仲間からは慕われている。ダンスの才能があり、ソルのコンテストに優勝すると「ダンスクイーン」の称号を手にすることができる。装備している聖獣テルマは風の属性を持つ。鉤爪やトンファーが得意武器。アーツはひらがな表記である。
実はコンクラムの公女であり、霧の使徒を率いる黒幕・コートの実の妹。生まれて間もなく、霧から逃れるため吹き溜まりの洞窟に逃されていた。旅の終盤、故郷であるコンクラムに到達し、獣に取り込まれた両親と再会。両親を助けるためにも絶對要塞の霧の巣を破壊しに向かうが、そこで実の兄であるコートを倒す事になり、更には霧を晴らした結果、両親を含むコンクラムの人々の命を絶った事を知ってテルマにも辛く当たるほどの深い悲しみに暮れる。その後、生物城で最凶獣と化しつつも生きていたコートと再会するも、必死の説得も虚しく再び彼と戦う事になる。戦いの後はテルマとの別れを経て一人の赤子と共にひっそりと旅立つが、その赤子こそ聖獣の力で転生したコートであり、かつてノアがテルマに育てられたように、今度はノアが自分の手で兄を正しく育てる決意をした。
聖風獣テルマ
ノアの育ての親である狼だが、正体は風の聖獣で、狼と融合している獣が本体である。狼の姿の時も一時的に戦闘に参加する。カルバヌスとの戦いの際に既に寿命を迎えつつあった狼を離れてノアに装備され、以降は本来の姿でノアと共に戦う（解放された狼はどこかへ旅立って行った）。おばさんのような口調で話し、召喚時は流線型でどこか女性的な姿で現れる。必殺技は「エンプレスツイスター」。

ガラ (Ghara)
声 - 山野井仁
身長 - 178センチメートル / 体重 - 82キログラム / 誕生日 - あおば月21日 / 年齢 - 18歳 / 好きなこと - 精神の鍛錬、バイロン僧術、エイミ / 嫌いなこと - あらゆる<獣>、ずるいこと / 尊敬する人 - ゾッブ老 / 好きな食べ物 - 精進料理
バイロン教の僧兵。ゾッブにより、東西ヴォズ樹林の創世樹の覚醒に向かうヴァン達への同行を申し付けられる。しかし修行仲間であったソンギの裏切りに直面し、更にバイロン寺院が霧に覆われてしまった事で力を求め、聖獣卵から生まれた雷の属性を持つ聖獣「オズマ」を装備。破門を言い渡れされた事でヴァン達の旅に同行する。武器は棍棒、斧を得意とする。アーツは漢字表記。
霧の発生により凶暴化した獣に襲われ、肉親を亡くした過去を持つ。そのため獣そのものに激しい嫌悪感を持っている。物語初期はオズマに対しても「獣」の一部として不信感を寄せており、ヴァンたちに対してもどこか見下した言動が感じられていた。特に盗賊のカーラに対しては強く当たっていた。
しかし物語が進むにつれて仲間たちを信頼するようになり、ガゼールが死んだ際にはノアを慰めたり、カーラの境遇を知って同情を見せたりなどしている。ソンギを倒した時には彼が道を誤ったことを悔いたり、助けを求められたときは見捨てることができなかったなど、厳しさの根底に優しさが感じられていた。戦いの後は破門も解かれ、寺院に戻った。
聖雷獣オズマ
西ヴォズ樹林の創世樹に残っていた聖獣卵から生まれた雷の聖獣。明るい少女のような口調で話し、当初は不信感を抱いていたガラの心をも徐々に解きほぐしていった。口調とは裏腹に召喚時は岩の巨人のような姿で現れる。必殺技は「ジャッジメントボルテージ」。

### サブキャラクター
メイ (May)
身長 - 154センチメートル / 体重 - ひ・み・つ / 誕生日 - はるか月4日 / 年齢 - 15歳 / 好きなこと - お裁縫、お料理 / 嫌いなこと - 「さよなら」をいうこと / 尊敬する人 - お父さんのリブロ / 好きな食べ物 - 手作りのお菓子
リム・エルムで育った少女。ヴァンより1つ年上で、何かと世話を焼くお姉さん気質。同時に恋心を抱いている。物語序盤で父を亡くすが、後にバイロン寺院から帰ってきた母と暮らすようになる。序盤の選択次第でペンダントをくれるが、貰えなかった場合はラストダンジョンで入手することになる。ヴァンが旅立って以降も、ノアが仲間になった後やエイミの帰宅後に彼女を訪ねると特殊なイベントが発生する。
物語終盤でリム・エルムがジャガーノートに取り込まれてしまった際は肉体と同化し生命力を取り込まれ、石化してしまうが聖獣の力でジャガーノートが消滅した事で、リム・エルムの人々と共に解放される。選択肢次第ではエンディグにて、ヴァンは彼女と共に霧の晴れた世界へ旅立つこととなる。
ヴァル (Val)
リム・エルムに在住するヴァンの父。狩りを生業としていたが大怪我をしてしまい、それからはヴァンとネネを男手ひとつで育てた。
狩人としての能力や技能はしっかりと息子に受け継がれている。
ネネ (Nene)
ヴァンの妹。母の顔を知らないで育ったが、しっかり者で少しませている。家事一切を切り盛りしている。ジャガノートに取り込まれた際は泣きわめいていたものの、ヴァンからの励ましを受けて心を強く持つようになった。
トッド (Tod)
声 - 千葉一伸
リム・エルムにいるパイロン僧。村に来た際に霧が発生したことで帰れなくなってしまった。ヴァンに格闘技を教えていた師匠でもある。リム・エルムを襲撃したゼトーに挑むも障壁によって弾き飛ばされてしまう。終盤の隠しイベントではヴァンと彼の一騎打ちを行うことが可能。勝てば貴重なアイテムが手に入るが、ストーリーを進めるとリム・エルムが消滅するため戦えなくなる。
ドルク王 (King Dolk)
南大陸の統治者。霧が発生した際、城の民を守るために王自身も含めた全員に獣を装着させて（狂暴化した獣に身を委ねる事で霧の中を生き延びる為）檻に閉じ込め、救出者を待つ選択を取った。
ゾッブ (Zob)
バイロン寺院の長。各地に散らばっているバイロン僧兵たち全員の尊敬を集めている人物。ソンギを育て、ガラと共に修行をさせていたが、ガラが聖獣を身につけたことから破門とする。しかしそれは優しさからだった。
エイミ (Amy)
メイの母。10年前に行方不明になったとされていたがバイロン寺院で暮らしており、いつかリム・エルムに帰ろうと思っていた矢先に霧の発生に遭遇。長い間帰れないままとなってしまう。バイロン寺院を訪れたヴァンと再会し、ノアとも親しくなる。後にバイロン寺院に霧が充満した際に獣に取り付かれて正気を失うが、ヴァン達に霧が晴らされた事で元に戻り、リム・エルムの実家に帰る。
ザラン (Zalan)
宝石職人としてジェレミで暮らしている。妻と息子がウィドナに行ったまま霧のせいで消息不明となり、その安否をヴァンたちに託す。聖獣卵の加工はこの人物しか行えないほどの腕前。彼の元に聖獣卵を持って行くと聖獣召喚に必要な聖護符に加工してくれる。
ハリィ (Hari)
オクタムの町に住む予言者。姿は赤ん坊同然だが、現在・過去・未来の三人のハリィが存在し、それぞれがそれぞれの予言をヴァンたちに与える。
ボン・セルジュ (Von Seruju)
獣を装着するラタイユの領主。霧発生前から様子がおかしく、現在でも「花嫁」と称するイケニエを宮殿に呼び集めている。実はドハティによって獣の変異体を寄生させられ乗っ取られている。目的は凶獣「ジャガーノート」の生成であり数多くの女性を犠牲にしてきた。しかし霧の発生により町の人々は獣に乗っ取られイケニエを捧げることができなくなっていた。
当初はセルジュの振りをしてヴァンたちに協力しレトナ山の創世樹を目覚めさせた。その後は本性を現し再びイケニアの着手につきノアを拉致してジャガーノートのイケニエにしようとしたが、寸前で駆けつけたヴァンたちに倒された。
変異体が倒された後は正気に戻り本来の心優しい青年となった。既にジャガーノートを一匹作っていたことが判明し悔やんでいた。ヴァン達全員のレベルを99まで上げてから彼を訪ねるとジャガーノートを召喚する「凶獣召喚」が使用可能になるが、そこまで辿り着くのは至難の業である。ジャガーノートの必殺技は「ダーク・エクリプス」。
ボン・セルジュ（変異体）
セルジュの頭部に寄生していた獣の変異体。まるでキノコの傘のような形状をしている。上述のようにジャガーノートを生み出すためにセルジュの振りをして多数のイケニエを捧げていた。名称は不明で戦闘時の名前も「ボン・セルジュ」。

カーラ (Cara)
身長 - 161センチメートル / 体重 - ひみつ / 誕生日 -おぼろ月13日 / 年齢 - 27歳 / 好きなこと - 子供、音楽 / 嫌いなこと - 男らしくないやつ / 尊敬する人 - 「しらないね…」 / 好きな食べ物 - 魚料理
盗賊を名乗って各地に現れる妖艶な美女。盗賊ということでガラには毛嫌いされている。
正体はかつてブブゴルドでも清らかな乙女として慕われていた美少女。ソーン族のグランタスと運命的な出会いを果たし両思いとなるが、そこをゾラに付け込まれたことでグランタスは同族を裏切ることになってしまい、失意のうちに二人は破局した。今でもグランタスのことは思っており、素性が判明した後はガラも気にかけられるようになる。聖光獣「ホルン」の聖獣卵を所持しているが、後にヴァン達に譲る。
グランタス (Grantes)
元はソーン族だったが人間のカーラに恋をしたのをゾラにつけこまれて掟を破ってしまい、現在は翼を失ってソルで暮らしている。
レクタス (Lectus)
身長 - 180センチメートル / 体重 - 69キログラム / 誕生日 - ひかり月21日 / 年齢 - 31歳 / 好きなこと - 雲のない空を飛ぶこと / 嫌いなこと - 誇りのない人間、雨 / 尊敬する人 - カクタス老 / 好きな食べ物 - オストリーグのステーキ
ソーン族の戦士で、グランタスの兄。当初はグランタスの事もあり、人間を嫌っていたが、ヴァンたちが大空城を破壊したことにより、協力するようになる。
ドーマン博士 (Dr. Dawman)
霧を晴らす研究を続ける老人博士。元は放浪の科学者だったが、霧の発生を前に研究室にこもる日々が続いている。霧を晴らす前に彼の住居を訪れることもできるが、その場合は獣に取りつかれた人間と思われて会ってくれない。
ルージ (Rouge)
全ての元凶となった存在。かつては獣界を支配しており、邪悪な存在だったためルージの塔に封印されていた。コートがレガイアとルージの塔とを繋ぐゲート発生装置を造ると反乱を開始。レガイアに霧を送り込む獣たちを次々と邪悪化させた。過去の時間に居合わせたヴァンたちによって倒された。しかしルージの分身はコートに取りつき、知能を飛躍的に高め後の悲劇を起こした。獣の王ということから様々な属性の攻撃を行う。また形状は無機質に近く巨大な光の結晶の姿をしている。
ラピス (Lapis)
隠しボス。ラスボスも超える巨大な力を持った怪鳥のモンスター。中盤から戦うことができるがまともに挑むとまず返り討ちに会う。しかしノアのある必殺技を当てる事で動きを止める事ができる。

#### 霧の使徒
コート (Cauxt)
声 - 小杉十郎太
身長 - 不明 / 体重 - 不明 / 誕生日 - 不明 / 年齢 - 不明 / 好きなこと - 不明 / 嫌いなこと - 不明 / 尊敬する人 - 不明 / 好きな食べ物 - 不明
霧の使徒のトップ。コンクラムの公子でノアの実兄にあたる。当時、ソルと戦争中にあったコンクラムはコートの開発した装置によって、獣を身につけた人間を強力な戦士に変える研究が行われていた。頭脳明晰だったコートを中心に研究は行われ、一般公開実験を迎えたその日、獣界から霧と呼ばれる物質を装置内に転送。兵士の一人を狂戦士へと変貌させた。しかし、直後に獣界のかつての支配者ルージが反乱を起こし、自分の配下の獣を人間界へと放ってしまう。獣に取り付かれた人間は霧によって怪物と化し、人間を襲うようになってしまった。そしてコートもルージの分身である獣に取り付かれ、知能を飛躍的に上昇させられた。以後はその英知よってより大きな野心を抱き行動することになる。
ルージの人間界侵略はヴァンたちによって阻止されたが、獣によって豹変したコートは更なる野心を抱き、霧を発生させる装置の改造版にあたる「霧の巣」を作り出した。これによって貝の姿をした獣がいびつに変異してしまい、コンクラムを飲み込み、そこに住む人間達を取り込んでしまう。更には獣を改造し、「変異体」と呼ばれる凶悪で自我を持つ獣を生成した。
獣の力に魅入られたコートは最強の獣と名高いジャガーノートの製造に移る。多数の人間の命を原料として作り出す必要があるため、コートはラタイユの領主ボン・セルジュに変異体を寄生させ、配下にすることで大勢の生娘たちをジャガーノートへの生贄にした。そして一匹のジャガーノートを作成し、霧の絶対要塞に住まわせた。
ヴァンたちとの戦いに敗れたコートは絶対要塞の上階から落下。そのまま崩壊する絶対要塞と運命を共にしたように思われたが、ジャガーノートと同一化することで生存。「最凶獣コート」となった。既に人間としての自我を失っており、「人間と言う種族が嫌いだから、この世界から人間を排除」するという思考しか持たない。手始めにリム・エルムの人間達を取り込み、その命を自分の餌とした。
ジャガーノートには外からの攻撃は無意味。体内に入り込み心臓を滅ぼすしかない。リム・エルムを飲み込んだことで睡眠状態になっているため結界を張って身を守っていたが、創世大樹から力を得たメータたちによって破られ体内への侵入を許してしまう。
聖獣の力を限界まで引き出したヴァンたちによって倒され、ジャガーノートは死亡。合一していたコートも死亡したが、聖獣達の力で赤ん坊として蘇り、ノアの手で育てられることとなった。
最凶獣コート
本作における最終ボス。ジャガーノートと合一したことで心臓となるが、「人間は弱い。人間は汚い」「僕は人間以上のものになるために人間をやめた」「不完全な『人間』は消去する」という思考しか持たず、最早自分が誰なのかも、妹のこともわからなくなっている。ノアの必死の説得にも耳を貸さず、人間であるヴァン達を殺すべく襲いかかる。当初はまだ心臓と融合しつつも人の姿を保っていたが、戦闘時は甲冑のような装甲を持った巨大な獣となる。「ファイナルクライシス」「ドゥームズデイ」などの強力な攻撃でヴァン達を苦しめる。

ソンギ (Songhi)
声 - 長嶝高士
身長 - 180センチメートル / 体重 - 83キログラム / 誕生日 - ほかげ月7日 / 年齢 - 19歳 / 好きなこと - ただ勝利あるのみ / 嫌いなこと - （そんなことはありえないが）敗北 / 尊敬する人 - いない（あえていえば）自分 / 好きな食べ物 - レアステーキ
ガラと同じく、孤児でバイロン寺院で育った僧兵。常に陽気でテンションが高く、人を小馬鹿にしたような喋り方をする。ヴァンと同じく炎系統の必殺技を使用する。
ガラに対する歪んだライバル意識から力を求めるあまりに獣に力を委ね、力を引き出した際には姿を豹変させる。本作における最終的な黒幕的存在。
力を求め続けた挙句、コートたちと手を組み自身が装備した聖獣「ジェド」を変異体に改造する（霧の中で力を失っていたが、コートによって変異強化されたとのこと）。
当初はまだ「ガラはオレのライバル。ゼトーなんかに負けるんじゃねえぜ」とガラを評価するような態度をみせていたが、力を求める内に「ガラを超える」という目的から「世界を支配する」という思考に変わって行き、ガラを完全に見下すようになる。
終盤ではジャガーノートと一体化したコートをも利用し、リム・エルムの人々を喰らわせた。そしてガラたちにも興味をなくした彼は、獣界にて全ての獣の命の根源である「創世大樹」からエネルギーを奪い取る。そして怪物の姿となって最後の死闘を演じる。
莫大な力を手にしたものの、所詮は借り物の力。信念と絆で結ばれたヴァンとメータたちには及ばず、激戦の果てに敗北を喫する。
その際にジェドは砕け散り、聖獣の恩恵を失ったソンギは獣界から拒絶されてしまう。肉体はガラスのようにヒビが入り、苦痛のあまりのた打ち回りながら「ガラ、友達だろ！助けてくれ！」と絶叫を上げる。ガラもソンギを助けようとしたが、既に手立てはなく、ソンギは自らの最期を知り自嘲しながら粉々に砕け散って消滅した。
聖闇獣ジェド
東ヴォズ樹林でソンギに装備された闇の聖獣。霧の中で力を失っていたが、コートによって変異体に改造された。作中では台詞は一切無く、名前が判明するのも召喚可能になってからである。ソンギの死後、西ヴォズ樹林の創生樹へ行くとジェドの欠片である「闇の聖獣石」が手に入り、聖獣卵同様に聖護符に加工する事によってジェドを召喚する事ができる。召喚時は死神のような姿で現れる。必殺技は「プロミスデス」。

ゼトー (Xetau)
元コンクラム外務大臣。リム・エルムを襲撃したのを皮切りにドルク城の陥落、バイロン寺院への監視をしながら霧を垂れ流している。ストーリー序盤に当たる最初の敵であり、ジャガノートを率いてヴァンの故郷へ攻め込んできた。ローブと覆面で素顔を隠しているが、コンクラムに仕えていた頃は黒髪をオールバックにした鋭い眼差しの男性であった。穴居城での戦闘の際には巨大な蟹に酷似した形態になる。
ドハティ (Dohatey)
元コンクラム内務大臣。さほど自分から動き回るのは好まず、配下に命令しながら海王城に居座っている。ゼトーと同じく素顔を隠しており、コンクラムに仕えていた頃は禿頭の巨漢であった。戦闘ではペンギンに酷似した形態になる。
ゾラ (Xolla)
声 - 江崎祥子
コートを敬愛しているナルシストの女性。グランタスをそそのかすなどの誘惑を好む策士。空の上の城、大空城に居座る。配下にデリラ三兄弟を持つ。獣によって両手が翼の用になっており飛行能力を有する。登場する敵の中では唯一怪物に変身しない（最初から獣をまとっており人の姿が強く出ている）。乗り込んできたヴァンたちと戦い敗北するが、実はこの戦いそのものがコートとソンギが仕組んだ罠であった。死ぬことを前提にした捨て駒にされたことをソンギから知らされ、失意に陥ったところを「コートはしつこい女は嫌いだ」彼に告げられ、トドメをさされ死亡した。
ジッツ (Jittsu)
元コンクラム執政長官。コートの野望を達成する手助けをしており、絶対要塞でヴァンたちを待ち受ける。戦闘では全身を覆う装甲のような獣をまとう。
ギ・デリラ (Gea Derilla)
声 - 千葉一伸
デリラ家長男。元コンクラム近衛隊隊長で、すらりとした姿にマスクを着用している。ヴァンと一騎討ちの勝負を繰り広げる。
ル・デリラ (Le Derilla)
声 - 江崎祥子
デリラ家末妹。兄のギ・デリラを尊敬しており、デリラ家の家訓を遵守する。果敢かつ華麗な戦闘を見せる。ノアと一騎討ちを繰り広げる。
チェ・デリラ (Ce Derilla)
声 - 高木渉
デリラ家次男。元コンクラム近衛隊員で、巨体を持った怪力男。難しい事を考えるのが大嫌い。得意技は「ゴージャス・メガトンプレス」。ガラと一騎討ちを繰り広げる。
ブルテリオ (Bullterio)
元は牛だったものが獣を身につけてモンスターになった存在。ドハティの配下としてオクタムの人間を皆殺しにしようとしている。見た目どおりのパワー馬鹿で多少頭が足りない系。
ガゼール (Gaxhell)
声 - 長嶝高士
身長 - 179センチメートル / 体重 - 73キログラム / 誕生日 - ひびき月11日 / 年齢 - 61歳 / 好きなこと - 難しい漢字、剣技の研鑽 / 嫌いなこと - 自分の邪魔をされること / 尊敬する人 - 伝説王エトラ1世 / 好きな食べ物 - なし
ソルを居住とする老齢の戦士。「星撞斬牙刀」という大剣を自在に操る凄腕の剣士。喋り方が古風で少々わかりにくく、ノアにはよく通じていなかった。
獣に家族の命を奪われたことで激しい憎悪を持っており、日夜死に場所を求めるように獣を狩り続けている。
ソルの霧を晴らそうとするヴァンたちの前に現れ、自分の所業を邪魔するとみなして襲い掛かる。一度は敗北するも、ソンギに連れ去られ鎧の形状の強力な変異体を憑依させられ、強敵となって再びヴァンたちの前に立ちはだかる。
激戦の末に敗北を喫し、自分の歪んだ信念を完膚無きまでに打ち砕かれ、後は死を待つのみとなった。ノアは必死にテルマに助けを請うも、死に行く命ばかりはどうすることもできず。ならばせめて、その強い心に創世樹を宿し、一つの魂となって永遠に生きながらえようとテルマは提案する。ガゼールも敗れた今なら創世樹を受け入れたいと願った。
最後はノアに一瞬、孫娘の面影を見ながら創世樹となり、ソルの霧を晴らした。彼の形見である大剣はヴァンたちに受け継がれることとなる。
隠し要素で、ある条件を満たしてから彼の亡骸が植えられた創世大樹を調べることで、メータの力を最大まで引き出すことが可能。彼の戦士としての遺志がまるで受け継がれたかのようにヴァンはパワーアップを迎える。

## 世界
本作品はレガイア大陸と呼ばれる世界の物語である。大きくドルク王領、セブクス群島、カリスト皇国に分けられる。
ドルク王領はドルク王によって治められている地域で、発展途上の南部地域に当たる。セブクス群島は小さな島々が集まっており、かつて観光地域として栄えていた北西部の地域にあたる。カリスト皇国は高水準な文明と軍事力を誇る北東の先進地域で、この地域のソルとコンクラムの戦争により霧が開発された。地域全体が霧発生の最深部にあたり、さらに北部に進むほど霧が濃くなる。

### ドルク王領
大陸南部に位置するなだらかな大地。平和を尊ぶドルク王が支配しているために全体的には穏やかでのんびりとした空気が流れる。しかし霧の侵入により徐々に全てが包み込まれていき、現在ではドルク城は崩壊し、町村は壁を築いて霧から自分たちの身を守るのに徹している。
リム・エルム
大陸の最南端に位置し、主人公のヴァンの生家がある村。既にここにも霧の侵入が及んでおり、小規模な村ながらも村全体を巨大な壁で包み込んで人々はひっそりとした生活を余儀なくされている。男性のみが狩りをしに外に出るほかは人々が外界に出て行くことはない。海が村の中に存在するために葬式ではこの海に死者を流すという風習も存在する。村の中央には創世樹があり、ヴァンがゲーム冒頭にて解放させる事になる。
終盤ではジャガーノートに飲み込まれて消滅してしまい、ラストダンジョンである「生物城」が現れる。
ドルク城
大陸の西に位置する屈強な城。現在は霧に覆い尽くされており、住民や国王の行方すらも不明のままとなっている。
吹き溜まりの洞窟～リクロア山
大陸の北西に位置する洞窟と山。吹き溜まりの洞窟ではノアがテルマと共に生活している。この洞窟からほど近いリクロア山の山頂には創世樹が存在する。
バイロン寺院
長ゾッブのもと、たくさんのバイロン僧兵たちが毎日の鍛錬をしている場所。周囲は霧に飲み込まれてはいるが寺院自体は換気扇を利用して無事な状態を保っている。ガラはここで修行の日々を送り、ガラのライバルであり物語中でもたびたび顔を合わせる事になるソンギが育った場所でもある。
ヴォズ森林
寺院の北、西と東に同規模の森が存在する。霧に囲まれながらも鬱蒼とした美しい森林が広がっており、東ヴォズ森林には創世樹も存在する。
ゼトーの穴居城
ドルク王領における「霧の巣」。地中深く伸びる巨大な穴に城が築かれている。リム・エルムを襲撃したり、南大陸全土に霧を撒き散らしたゼトーが支配する。
生物城
ラストダンジョン。リム・エルムを飲み込んだジャガーノートの体内を指す。元々は物語の始まりであるリム・エルムが存在していたがジャガーノートによって取り込まれ、ヴァンたちは村人を救うためジャガノートの心臓を破壊することとなる。城とは名ばかりの生物の体内であり、グロテスクな肉のダンジョンを進む事になる。途中にはリム・エルムの人々が取り込まれている空間があり、ここでヴァンは変わり果てた家族や友人達と再会する。最深部にはジャガーノートの心臓と同化する事で最凶獣と化したコートが待ち受ける。

### セブクス群島
大陸西部に位置するいくつもの小島が群れを成している大地。それぞれは橋で繋がっており、いくつかの町村が存在する。特に国家は存在せず、ラタイユという比較的大きな町の領主が全体的な支配をしていた。現在は霧のせいで見る影も無いが空中庭園や温泉町、ジャングルが点在し、大陸は全体的に観光地的な背景を持っていた。
ジェレミ
崖の中に築かれた町。ここには大きな空中庭園があり創世樹も存在しているが、町全体と空中庭園へ登るための建物の機能も霧のために停止してしまっている。霧が晴れた後の住民の様子は真っ二つに分かれ、何も失わなかった住民は踊って喜び、何かを失った住民は酒場で悲しみに暮れる事となる。
ウィドナ
町の至るところに大きな風車があり、町には温泉のほかに海岸が広がっているなどリゾート地の雰囲気抜群の町。ただし霧のためにその全ての機能は停止しており、風車が回る事はないために温泉も沸いていない。
オクタム
大陸のほぼ中央に位置する廃墟と化している遺跡で、少し前までは風来獣車の駅があったが霧のために停止している。このオクタムは地下にその町が存在し、そこに行くためには現在止まっているエレベーターを利用しなければならない。
ラタイユ
大陸の北に位置する大きな町。ジャングルに周囲を囲まれている暖かい地域で、溶岩が噴出して町の周囲を覆ってしまったために霧の侵入を防いでいるが現在は領主のセルジュの様子がおかしくなってイケニエを求めるようになり、毎日のように娘たちが城へと連行されている。
ドハティの海王城
海の真上に築かれたドハティの王城にして、セブクス群島における「霧の巣」。西大陸全土に霧を撒き散らし悪事を働いている。

### カリスト皇国
大陸北部に位置する山がちな大地。全ての大陸と比較しても文明及び科学力、軍事力が豊かな先進地域であり、全体を支配するコンクラムが北側に位置する。大陸南にはソルというこれまた巨大な都市が存在し、コンクラムとソルはかつては交戦状態ですらあったが現在は霧の発生のために無期限停戦となっている。霧の発生の原因がある大陸と推定され、全ての大陸中もっとも霧の被害が顕著。
ソル
巨大な塔に全ての都市機能が詰め込まれているといった風情の町で、エトラ8世により統治されている。塔は地下一階から七階、屋上まで広がっており、各階はエレベーターでも行き来ができる。それぞれに異なる機能の店舗や施設が点在し、ミニゲームが楽しめる闘技場やディスコも内包している。その為、霧に覆われた下層部は獣がうろつくダンジョンと化し、霧の届かない上層部では人々が変わらぬ暮らしを送っている。
ブブゴルド
大陸の東にある小さな村。当初は全体が氷付けにされてまったく機能していないが、ニルボア渓谷でのイベントを終えると村が復興する。ここには創世樹が存在するほか、釣りのミニゲームが楽しめる。
ソーンのキャンプ
獣たちと心を通わせ、大空を自由に飛翔できる翼をその全員が持っている種族であるソーン族が暮らすキャンプ。もともとが人間嫌いな上に今回の霧や獣のこともあり彼らのキャンプは大陸の内部には存在せず、北西にある孤島に作られている。
ゾラの大空城
大空を優雅に飛び回るゾラが支配する城で、カリスト皇国の「霧の巣」。北大陸全域に霧を撒き散らしている。城自体も空の上に存在するため、行くには何らかの方法が必要となる。
コンクラム
霧の発生原因が怪しまれている北大陸でも北に位置する巨大都市。ノアの故郷。既に現在は全体が霧に埋まりきっており、人の姿は無い。しかし、実際は街全体が巨大な獣と化して人々を取り込んでおり、ノアの両親も同様に獣と同化させられている。最終的に霧は晴らされるが、それはコンクラムを飲み込む獣と取り込まれている人々の死を意味していた。あるイベントにより過去の姿のコンクラムを訪れる事になる。
ジッツの絶対要塞
元コンクラム執政長官だったジッツの支配する要塞。最後にして最大の「霧の巣」が存在し、その下層部にはジャガーノートが住まわされている。ここでヴァン達はジッツのみならず黒幕のコートとも決着を付けるが、ジャガーノートが存在した事が更なる災厄を呼び起こす結果となる。

## 用語
獣（セル）
宝石のような鉱物の姿をした生き物。かつては人間と共存し、人間が意志を持って身に付けることにより、空を自由に飛べたり、動物と心が交わせるなど人間の能力を飛躍的に高めていた。
しかし、霧の発生により暴動化、人間を襲うようになってしまった。さらに、獣を装着している人間の精神まで支配してしまう。
最終的に霧はヴァン達に晴らされるが、結果として獣界も崩壊してしまった為、1〜2年のうちに全ての獣は自然消滅してしまうであろうことが語られた（エンディングの時点ではまだ獣車は稼働している）。
聖獣（ラ・セル）
獣の一種であるが、独立した意志を持ち、霧に触れても意志を保つことができる特別な獣。また装着した人間と心を交わすこともできる。普段は創世樹と呼ばれる幹の中に目覚めのときを待ちながら宿っている。火、水、地、風、光、闇、雷の各属性に1体ずつ存在し、聖○獣とも呼ばれる（○には属性名が入る）。条件を満たすことによって各属性の最強の獣として召喚することも可能。ストーリーに登場するのは聖火獣メータ、聖風獣テルマ、聖雷獣オズマ、聖闇獣ジェドで、残る聖光獣ホルン、聖地獣パルマ、聖水獣ミュールは聖獣卵のままである為、召喚時にのみ登場。尚、召喚のみの聖獣の必殺技はそれぞれ、ホルンは「マーシフルリザレクション」、パルマは「メテオクラスター」、ミュールは「ディープシーアバランチ」。
変異体
コートらによって手を加えられ改造された獣。自我を持つ。寄生した人間の精神をのっとって支配支配したり、強大な力を与えたりできる。
創世樹（そうせいじゅ）
世界各地に生えている樹で、通常は半ば眠ったままの状態である。人々の純粋な平和への願いが、聖獣との力と合わさることにより能力が覚醒し、巨大な大木へと成長する。
能力が覚醒すると、周辺の霧を晴らし、邪悪な獣を浄化させることができる。また、聖獣のレベルも上げることもできる。
創世大樹（そうせいたいじゅ）
獣界に存在する巨大な創世樹。全ての聖獣の命の源。終盤ではここからソンギが力を吸い尽くしたためメータたちは余命いくばくもない状態となってしまうが、最後に残った力によりジャガーノートに対抗できる最強の力を手に入れた。
獣界
全ての獣・聖獣の故郷。終盤に訪れるダンジョンでもある。作中で訪れるのはルージの居城である「ルージの塔」と、創世大樹が存在する「ノアルの谷」のみ。ソンギとはここで決着をつけることとなる。
霧
本来の水蒸気としての霧とは異なる、獣を凶暴化させる性質を持つ物質。各地の巨大な霧の巣と呼ばれる所から発生しており、霧により獣は邪悪化する。元々は聖獣ルージが人間界に対して反乱を起こした際に送り込んだもので、ルージそのものはヴァンたちによって倒されたがルージの分身である獣を装着したコートによって再現されレガイア全土を覆うこととなった。人々は壁や風車で霧を防ぐか、霧の届かない高所や地下に居住地を構えるなどの対策に追われている。

## 関連商品
- 『レガイア伝説のすべて』 ISBN 978-4-7572-0290-0
- 『レガイア伝説 Vジャンプブックス [ゲームシリーズ]』 ISBN 978-4087790030
- 『レガイア伝説 オリジナル・サウンドトラック』
- 『小説レガイア伝説』 - 著：梅村崇・百武星男 エニックス文庫